# Lexique du français régional de Normandie
Le lexique du français régional de Normandie est constitué de l'ensemble des mots, ou plus précisément des lemmes (unités lexicales autonomes) employés en Normandie, beaucoup de ces mots et tournures sont des héritages du normand passés dans le français local.

## Petit lexique différentiel
Le tableau suivant fait le bilan de quelques différences lexicales entre le français cadien et le français européen. À noter que certaines de ces différences ne relèvent pas seulement des registres parlé ou familier ; bon nombre de mots cadiens tels que « s’amancher » ou « sagamité » s'emploient également à l'écrit. Beaucoup de ces mots sont communs au français acadien ou au français québécois, ce qui sera indiqué.
On trouvera dans le Wiktionnaire une nomenclature exhaustive et mots et expressions typiques de la Normandie.
| Mot régional          | Équivalent en français standard                                                       | Commentaires ou exemples |  |
| --------------------- | ------------------------------------------------------------------------------------- | --- |  |
| Elle (prononcé /a/)   | 1. « elle » pronom sujet                                                              | Cette prononciation semble relativement ancienne, elle se rencontre dans les variantes régionales de français de tout l'Ouest de la France. |  |
| Abolir                | 1- Exténuer, épuiser, mettre à bout de nerf                                           | Connu en Seine-Maritime, Eure et Calvados. |  |
| Abrier                | 1- Abriter                                                                            | Dérivé du français abri, connu en Seine-Maitime. |  |
| Accordailles (f. pl.) | 1- Fiançailles                                                                        | Connu en Seine-Maritime et dans l'Eure. |  |
| Accorder (s’~)        | 1- Se fiancer                                                                         | Commun au français québécois. |  |
| Accoutumance (f.)     | 1- Coutume, manie                                                                     | Connu dans l'ensemble de la Normandie. |  |
| Accouver (s'~)        | 1- S'accroupir                                                                        | Connu dans le Calvados et la Manche. |  |
| Acertainer            | 1- Certifier, affirmer                                                                | Ce mot existait déjà en ancien français, connu dans l'Eure, l'Orne et le Calvados. |  |
| Achaler               | 1- Fatiguer, ennuyer                                                                  | De la racine latine calere (« chauffer »), connu dans l'Orne, le Calvados et la Manche. |  |
| Achâner (s'~)         | 1- S'avachir                                                                          | Semble venir de la racine gauloise afannu (« peiner ») qui donne le verbe français ahaner, connu dans la Manche. |  |
| Achée (f.)            | 1- Ver de terre                                                                       | Du latin esca (« nourriture »), connu dans l'Orne et la Manche. |  |
| Acre (m.)             | 1- Mesure agraire représentant quatre vergées, soit environ huit-mille mètres carrés. | De la racine germanique akar- (« champs ») à rapprocher du latin ager, connu dans l'ensemble de la Normandie. |  |
| À c't'heure           | 1- Maintenant                                                                         | Parfois prononcé à la normande achteure voire achteû, cet adverbe est connu dans de nombreuses régions. Connu dans toute Normandie. |  |
| À c't'heure maishui   | 1- Désormais, à présent                                                               | Composé d'à c't'heure et de maishui ou méshui, adverbe connu de l'ancien français. Connu dans la Manche et l'Orne où il est parfois prononcé à la normande achteû maishi. |  |
| Être adent            | 1- Être à plat ventre                                                                 | Ce mot existait déjà en ancien français, connu dans le Calvados. |  |
| Adonner (s’~)         | 1- Se réfugier 2- Vivre en union libre                                                | Connu dans son premier sens dans le Calvados, l'Eure, la Manche et la Seine-Maritime ; dans son second sens, connu dans toute la Basse-Normandie et l'Eure. |  |
| Affaiter              | 1- Préparer, assaisonner (en particulier la salade)                                   | De l'ancien français afaitier (« préparer »), du bas-latin *affactare (« arranger »). Connu dans toute la Haute-Normandie ainsi que dans l'Orne et le Calvados. |  |
| Agobille (f.)         | 1- Petite chose sans valeur, s'emploie surtout au pluriel                             | De la racine gauloise gobbo (« bec ») qui a donné en français les mots gober, gobelet et dégobiller. Connu dans la Manche et l'Eure. |  |
| Aguignette (f.)       | 1- Tartelette traditionnelle du Nouvel-An                                             | Diminutif formé à partir du mot d'ancien français aguilanneuf (« jour de l'an »), de la locution au gui l'an neuf, tradition qui voulait qu'on aille sous un gui pour le Nouvel-An. Connu en Seine-Maritime. |  |
| Aillot (m.)           | 1- Jonquille                                                                          | Diminutif de ail. Connu en Seine-Maritime. |  |
| Almanach (m.)         | 1- Calendrier                                                                         | Connu dans l'ensemble de la Normandie. |  |
| Allouvi (adj.)        | 1- Affamé                                                                             | Du verbe allouvir. Connu en Seine-Maritime et dans l'Orne. |  |
| Allouvir              | 1- Affamer                                                                            | Dérivé de loup, mot connu déjà en ancien français. Connu en Seine-Maritime et dans l'Orne. |  |
| Être à son amain      | 1- Être en bonne posture de travail                                                   | Composé à partir de main, connu dans l'ensemble de la Normandie. |  |
| Amarrer               | 1- Arranger, préparer                                                                 | Connu en Basse-Normandie |  |
| Amiauler              | 1- Amadouer                                                                           | Dérivé du bas-latin amicabilis (« amical »). Connu dans le Calvados. |  |
| Amicable              | 1- Amical                                                                             | Du bas-latin amicabilis (« amical »), connu en Seine-Maritime. |  |
| Amignonnement (m.)    | 1- Caresse                                                                            | S'emploie dans l'expression faire des amignonnements, connu dans le Calvados, la Manche et l'Orne. |  |
| Amitieusement (adv.)  | 1- Affectueusement (formule de politesse)                                             | Formé sur amitieux, connu dans toute la Haute-Normandie, le Calvados et l'Eure. |  |
| Amitieux              | 1- Affectueux                                                                         | Construit sur ami, connu dans toute la Haute-Normandie, dans le Calvados et l'Orne. |  |
| Amont (prép.)         | 1- Contre                                                                             | Du bas-latin ad monte(m) (« vers le mont, vers le haut »), l'ancien français connaissait cette préposition. Connu dans l'Orne, le Calvados et la Manche. |  |
| Ânette (f.)           | 1- Ânesse                                                                             | Dérivé de âne. Connu dans l'Orne. |  |
| Anglette (f.)         | 1- Étrille                                                                            | Formé sur le mot anglais, on nomme aussi cet animal crabe anglais. Connu dans l'Orne, le Calvados et la Seine-Maritime. |  |
| Anicher               | 1- Envelopper                                                                         | Connu de l'ancien français, formé sur nicher. Connu dans le Calvados et la Manche. |  |
| Anuit                 | 1- Aujourd'hui                                                                        | Soit du latin ad monte(m) (« à la nuit »), soit d'une déformation de l'ancien français enhui du bas-latin in hodie (« en ce jour »). Connu dans toute la Normandie. |  |
| Arrocher              | 1- Lancer au loin                                                                     | De l'ancien français arochier (« lancer ») sur le mot roc. Connu dans toute l'Orne. |  |
| Arsouiller (s'~)      | 1- Sa saouler                                                                         | Formé sur le nom arsouille. Connu dans toute l'Orne et la Manche. |  |
| Assen (m.)            | 1- Bon sens, réflexion                                                                | Composé sur la racine germanique sinno. Connu dans la Manche. |  |
| Nitout                | 1- Non plus                                                                           | Composé de l’élément ni, souvent prononcé ne en ancien français, et de tout. Il est parfois réduit à n'tout (le -t final est parfois prononcé) dans la prononciation courante, sauf s'il est appuyé dans la phrase (dans une mise en exergue). Une forme innetout existe aussi, métathèse de nitout. — « À c’t’heure, je n’ai pas nitout beaucoup de choix à vous proposer » — « Ni moi nitout. Je ne veux pas y aller nitout » |  |